# Nacionalno prvenstvo ZDA 1966
Nacionalno prvenstvo ZDA 1966 v tenisu.

## Moški posamično
Fred Stolle :  John Newcombe  4-6 12-10 6-3 6-4

## Ženske posamično
Maria Bueno :  Nancy Richey  6-3, 6-1

## Moške dvojice
Roy Emerson /  Fred Stolle :  Clark Graebner /  Dennis Ralston 6–4, 6–4, 6–4

## Ženske dvojice
Maria Bueno /  Nancy Richey :  Billie Jean King /  Rosie Casals 6–3, 6–4

## Mešane dvojice
Donna Floyd Fales /  Owen Davidson :  Carol Aucamp /  Ed Rubinoff 6–1, 6–3